# Jean-Philippe Tanguy
Pour les articles homonymes, voir Tanguy.
Jean-Philippe Tanguy, né le 25 mars 1986 à Boulogne-sur-Mer (Pas-de-Calais), est un homme politique français.
D'abord cadre de Debout la France (DLF) et proche collaborateur de Nicolas Dupont-Aignan entre 2012 et 2020, il rallie le Rassemblement national (RN) en 2020, et crée en parallèle le parti L'Avenir français. 
Lors des élections régionales de 2021, il est élu conseiller régional des Hauts-de-France sur la liste RN de Sébastien Chenu.
Pour l’élection présidentielle de 2022, il est directeur de campagne adjoint de Marine Le Pen puis élu député dans la 4e circonscription de la Somme lors des élections législatives qui suivent. Il est président délégué du groupe Rassemblement national à l’Assemblée nationale. Il est réélu aux élections législatives anticipées de 2024.

## Situation personnelle

### Naissance et famille
Jean-Philippe Tanguy naît le 25 mars 1986 à Boulogne-sur-Mer (Pas-de-Calais). Il grandit à Bures-sur-Yvette (Essonne). Sa mère est secrétaire et son père gestionnaire de sites industriels.

### Études et formation
Arrivé à Paris, à dix-huit ans, il travaille comme serveur dans une crêperie à Beaubourg pour payer ses études.
Il effectue la fin de ses études secondaires au lycée Henri-IVet intègre ensuite la classe préparatoire aux grandes écoles littéraire du lycée Chaptal à Paris. Il intègre finalement l'École militaire de Saint-Cyr dont il abandonne la formation au bout de deux semaines pour se tourner vers un cursus d'histoire à l'université Paris-Nanterre.  
Après cela il intègre l’ESSEC dont il sort diplômé (promotion 2011) puis la promotion 2012 de l'Sciences Po Paris dont il sort avec un Master en Affaires Publiques,,.
Dans le cadre de ses études, il a rejoint Alstom en alternance en 2011 et y a intègré le cabinet de Clara Gaymard. Il est critiqué pour avoir lu les informations inscrites par cette dernière sur une clé USB, qu’il lui aurait prêtée, puis les avoir utilisées en tant que lanceur d'alerte auprès de Nicolas Dupont-Aignan dans le contexte du rachat d'Alstom par General Electric.

### Vie privée
Il est athée et ouvertement homosexuel,.

## Parcours politique

### Engagement auprès de Nicolas Dupont-Aignan
Après une tentative infructueuse de rapprochement avec les chevènementistes, il s'engage auprès de Nicolas Dupont-Aignan après les élections législatives de 2012. Il est son assistant parlementaire de 2012 à 2020.  Bras droit de ce dernier, il dit avoir purgé le parti d'une tentative d'entrisme soralien en 2013. Il est la tête de liste de Debout la France aux élections régionales de 2015 en Nord-Pas-de-Calais-Picardie. Sa liste termine 6e du premier tour, avec 2,39 % des voix, et n'obtient donc aucun élu.
Durant l'élection présidentielle de 2017, il fait partie de l'équipe de campagne de Nicolas Dupont-Aignan. Il œuvre à son ralliement à  Marine Le Pen durant l'entre-deux-tours,. Il est ensuite nommé directeur de cabinet de Nicolas Dupont-Aignan à la mairie d’Yerres (Essonne). Il est désigné 3e sur la liste DLF aux élections européennes de 2019.
Il quitte DLF en novembre 2020 pour le RN. Il a depuis entamé une procédure aux prud'hommes contre Nicolas Dupont-Aignan, lui reprochant de ne pas lui avoir versé régulièrement son salaire.

### Au Rassemblement national

#### Élections régionales et départementales de 2021
Au printemps 2021, il crée le parti L'Avenir français, composé d'ex-DLF gravitant autour du RN. Lors des élections régionales de 2021 dans les Hauts-de-France, il rejoint les listes du candidat RN Sébastien Chenu. Il est également trésorier de Damien Rieu lors des élections départementales dans la Somme. Il est élu conseiller régional dans la Somme,.

#### Élections présidentielle et législatives de 2022
Lors de l'élection présidentielle de 2022, il est le directeur de campagne adjoint de Marine Le Pen. Lors des élections législatives qui suivent, il est candidat dans la quatrième circonscription de la Somme et arrive en tête au premier tour devant le député sortant Jean-Claude Leclabart, avec 32,45 % des suffrages exprimés. Il est élu député au second tour avec 54,59 % des voix.

#### Député de la Somme
En juin 2022, Jean-Philippe Tanguy est le candidat du groupe RN à la présidence de la commission des finances de l'Assemblée nationale. Après avoir évoqué une présidence tournante entre les trois candidats non-NUPES (Charles de Courson du groupe LIOT, Véronique Louwagie du groupe LR et lui-même), il est battu par l'insoumis Éric Coquerel au troisième tour de scrutin par 21 voix contre 11 après le retrait du candidat LIOT, Charles de Courson.
Il est nommé président délégué du groupe Rassemblement national à l'Assemblée nationale. Dès les premières semaines de la mandature, il se fait remarquer par ses prises de parole exaltées qui font de lui l'une des figures du nouveau groupe,.
Il tente, sans succès, de modifier le régime fiscal des journalistes, puis des élus locaux.
En décembre 2022, il est président de la commission d’enquête parlementaire sur des liens supposés entre des dirigeants politiques français, des personnes privées et des puissances étrangères. Cette commission, proposée par Tanguy dans le but de dédouaner le RN des accusations de relation privilégiée avec la Russie, rend son rapport, rédigé par une députée Renaissance, qui charge le parti d'extrême droite.
Il est réélu aux élections législatives anticipées de 2024 avec 57,47 % des voix. Il est élu « député de l'année 2024 » par Le Trombinoscope.

## Ligne politique
Lorsqu'il milite à Debout la France, il critique le Front national dont il juge qu'il exprime un gaullisme de façade, ainsi que sa ligne qu'il estime homophobe et faisant l'amalgame entre immigration et terrorisme,.
Suivant le rapprochement de Nicolas Dupont-Aignan avec Marine Le Pen en 2017, il devient partisan de la préférence nationale.
Ouvertement homosexuel, il participe en 2018 à la marche des fiertés et s'exprime à ce sujet en disant être « fier de marcher tête haute et main dans main. Fier de m’engueuler avec ceux qui n’ont pas encore compris que notre bonheur honorait l’âme nationale ». Il est favorable au mariage homosexuel,. Précédemment critique des positions du FN concernant l'homosexualité et l'immigration, il estime à la suite de son ralliement au parti que Marine Le Pen est « la protectrice des Juifs et des homosexuels qui ne peuvent plus vivre dans certains quartiers ».
Lors de la campagne présidentielle de Marine Le Pen, il se déclare en faveur de l'assouplissement de la fiscalité sur l'héritage, de l'abandon de la retraite à 60 ans et de l'exonération de cotisations patronales jusqu’à 10 % d’augmentation salariale.
Il est favorable à la proposition de loi visant à constitutionnaliser l'interruption volontaire de grossesse, entrant ainsi en désaccord avec la frange catholique conservatrice du Rassemblement national.
Il estime qu'il « n'y a pas eu d'abus » des forces de police lors des manifestations contre la réforme des retraites de 2023 et déclare qu'il y a eu « beaucoup de violences » de la part des manifestants.
Une année après son élection à l'Assemblée nationale, il a voté en faveur de 57 % des principaux textes présentés par le gouvernement, et contre dans 29 % des cas.
Libération le présente comme « atypique » parmi les députés RN, étant moins intéressé par l'immigration que par les questions économiques. Lui-même explique s’être engagé en politique en raison d'un sentiment de « trahison des élites ». Il se définit comme de droite bonapartiste et admire Napoléon III.